# Justicia trivialis
Justicia trivialis är en akantusväxtart som beskrevs av Raymond Benoist. Justicia trivialis ingår i släktet Justicia och familjen akantusväxter. Inga underarter finns listade i Catalogue of Life.